# Michael G. Nathanson
Michael G. Nathanson (* 20. Jahrhundert) ist ein US-amerikanischer Filmproduzent.

## Leben
Nathanson tritt seit 1995 als Filmproduzent sowie Ausführender Produzent in Erscheinung. Von 1980 bis 1984 hatte er bei United Artists gearbeitet. Als Produzent war er zunächst für Columbia Pictures und später für drei Jahre bei New Regency Productions tätig, bevor er 1997 zum Kopf von Metro-Goldwyn-Mayer-Pictures ernannt wurde. 2012 wurde Nathanson Co-Präsident von OddLot Entertainment. Zuvor hatte er den Film und Fernsehbereich von O.N.C. Entertainment Inc. geleitet.
Bei der Oscarverleihung 1998 war er gemeinsam mit Arnon Milchan und Curtis Hanson für die Literaturverfilmung L.A. Confidential für den Oscar in der Kategorie Bester Film nominiert. Hinzu kam eine Nominierung für den British Academy Film Award. Die drei wurden vom Australian Film Institute für den Besten ausländischen Film ausgezeichnet. Weitere Nominierungen erhielten sie für den Golden Satellite Award und Producers Guild of America Award sowie in zwei Kategorien für den OFTA Film Award.
Nathansons Schaffen umfasst mehr als ein Dutzend Produktionen.
Nathanson ist seit 1990 verheiratet.

## Filmografie (Auswahl)
- 1995: Das Empire Team (Empire Records)
- 1996: Die Jury (A Time to Kill)
- 1997: L.A. Confidential
- 1997: Agent Null Null Nix (The Man Who Knew Too Little)
- 2005: Deine, meine & unsere (Yours, Mine and Ours)